# Palatul Ligii Culturale
Palatul Ligii Culturale este o clădire din București, amplasată în apropierea parcului Izvor, construită între anii 1926-1929, sub coordonarea inginerului Constantin Cihodaru, după planurile arhitectului Ion Trajanescu. Fațada prezintă elemente de arhitectură neoromânească, conform stilului Art Deco, elemente asemănătoare cu cele folosite în construcția Palatului Tinerimii Române.
Palatul Ligii Culturale a fost și sediul redacției revistei Neamul Românesc, publicație sub îndrumarea istoricului Nicolae Iorga. În prezent, începând cu 1947, la parterul clădirii se află Sala Liviu Ciulei (fosta Sală Izvor) a Teatrului Bulandra.